# Vallon du Clamondé
Vallon du Clamondé este o arie protejată (sit de importanță comunitară — SCI) din Franța întinsă pe o suprafață de 271 ha, integral pe uscat.

## Localizare
Centrul sitului Vallon du Clamondé este situat la coordonatele 43°28′46″N 0°39′19″W / 43.47956°N 0.65538°V.

## Înființare
Situl Vallon du Clamondé a fost declarat arie specială de conservare în baza directivei 92/43 din 1992 referitoare la conservarea habitatelor naturale și a faunei și florei sălbatice pentru a proteja 9 specii de animale.

## Biodiversitate
Situată în ecoregiunea atlantică, aria protejată conține 10 habitate naturale: Formațiuni de Juniperus communis pe lande sau pajiști calcaroase, Păduri de Castanea sativa, Păduri aluvionare cu Alnus glutinosa și Fraxinus excelsior (Alno-Padion, Alnion incanae, Salicion albae), Păduri de stejar galițio-portugheze cu Quercus robur și Quercus pyrenaica, Pajiști umede atlantice temperate cu Erica ciliaris și Erica tetralix, Păduri acidofile de stejar bătrân cu Quercus robur pe câmpii nisipoase, Pajiști cu Molinia pe soluri calcaroase, turboase sau argilos-nămoloase (Molinion caeruleae), Depresiuni pe substraturi de turbă de Rhynchosporion, Fânețe de joasă altitudine (Alopecurus pratensis, Sanguisorba officinalis), Pajiști uscate europene.
La baza desemnării sitului se află mai multe specii protejate:
- mamifere (1): nurcă (Mustela lutreola)
- nevertebrate (8): croitorul mare al stejarului (Cerambyx cerdo), Coenagrion mercuriale, Coenonympha oedippus, fluturele auriu (Euphydryas aurinia), rădașcă (Lucanus cervus), fluturele purpuriu (Lycaena dispar), Osmoderma eremita, Oxygastra curtisii

Pe lângă speciile protejate, pe teritoriul sitului au mai fost identificate 21 de specii de plante, 1 specie de amfibieni, 1 specie de mamifere, 3 specii de reptile.